# NGC 776
NGC 776 (другие обозначения — UGC 1471, MCG 4-5-28, ZWG 482.37, IRAS01570+2323, PGC 7560) — спиральная галактика с перемычкой (SBb) в созвездии Овен.
Этот объект входит в число перечисленных в оригинальной редакции «Нового общего каталога».
В NGC 776 взорвалась сверхновая SN 1999di.
Галактика NGC 776 входит в состав группы галактик IC 187. Помимо NGC 776 в группу также входят IC 187, IC 1764, NGC 765, UGC 1451, UGC 1453, UGC 1462, UGC 1478, UGC 1479, UGC 1483, UGC 1510, CGCG 482-38, CGCG 482-46 и CGCG 482-50.